# ベスト・キッド:レジェンズ
『ベスト・キッド：レジェンズ』（原題：Karate Kid: Legends）は、2025年のアメリカ合衆国の映画。
オリジナル版『ベスト・キッド』シリーズと、その2010年のリメイク映画『ベスト・キッド』のユニバースが1つに繋がり、オリジナル版で空手少年ダニエル役で主演したラルフ・マッチオが復帰（兼・製作総指揮）し、リメイク版でカンフーの師匠ハンを演じたジャッキー・チェンと初共演する。

## あらすじ
北京に暮らす17歳の高校生リーは、家族の不幸により母親と共にニューヨークに移住することになった。
リーは過去の出来事を忘れようと努力するも、なかなか周囲やクラスメイトと馴染めず、やがていじめを受けるようになる。
そんな時、心を許せる数少ない友人から助けを求められたリーは、大切な友人のために戦うことを決意するが、自分のカンフーのスキルだけでは通用しないことに気付かされる。

## キャスト
- ミスター・ハン：ジャッキー・チェン

カンフーの師匠。
- ダニエル・ラルーソ：ラルフ・マッチオ

ミヤギ道空手の先生。
- リー・フォン：ベン・ウォン（英語版）
- ヴィクター：ジョシュア・ジャクソン

ミアの父親。
- ミア：セイディ・スタンリー

ヴィクターの娘。
- ドクター・フォン：ミンナ・ウェン

リーの母親で、ミスター・ハンの姪。
- コナー：アラミス・ナイト
- アラン：ワイアット・オレフ
- ミス・モーガン：シャウネット・レネー・ウィルソン
- オシェイ：ティム・ロゾン（英語版）